# Běh na 100 metrů překážek

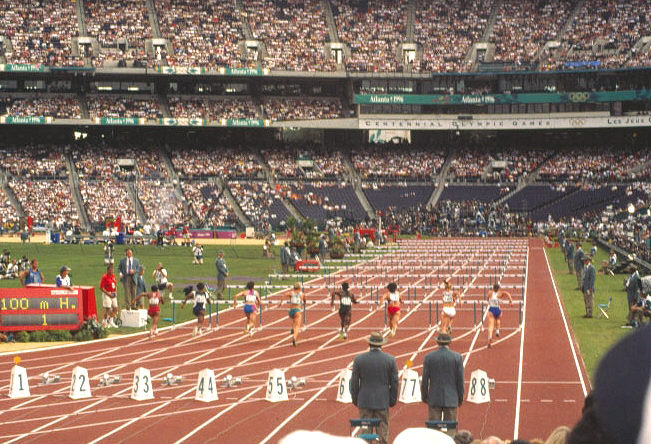
Ženský běh na 100 metrů překážek na Olympijských hrách v Atlantě

Překážkový sprint na 100 metrů je lehkoatletická běžecká disciplína, kde ženy závodí v běhu přes překážky (muži běhají na delší trati 110 metrů překážek). Tento běh patří k atraktivním běžeckým disciplínám a zahrnuje v sobě jak rychlost a výbušnost hladkého sprintu, tak i složitou techniku přechodu přes překážky. V minulosti (v letech 1926 - 1968) ženy závodily na 80 m překážek.
Běží se obvykle s maximálním úsilím od startu do cíle, překážky jsou vysoké 83,8 cm. Překážek je celkem 10 a první překážka se nachází ve vzdálenosti 13 metrů od startovní čáry. Dalších 9 překážek je umístěno s rozestupy 8,5 metru a cílová čára je vzdálena 10,5 metru od poslední překážky.
Světový rekord drží od roku 2022 nigerijská atletka Tobi Amusanová časem 12,12 s.

## Současní světoví rekordmani

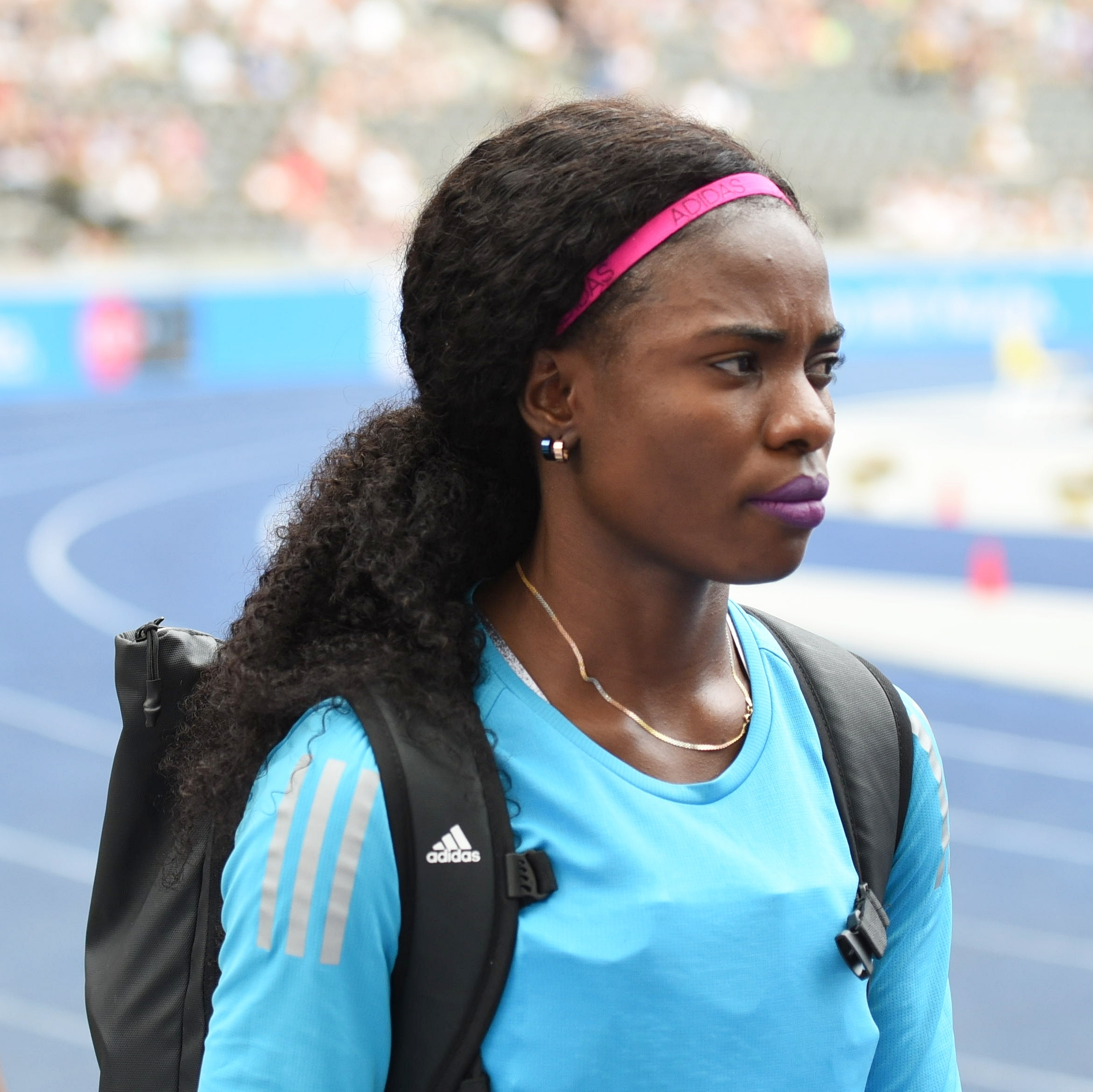
Tobi Amusanová 12,12 s

## Současné světové rekordy – dráha
| Ženy              |           |                          |             |        |               |
| Rekord            | Čas (min) | Atletka                  | Stát        | Město  | Datum rekordu |
| Světový rekord    | 12,12 s   | Tobi Amusanová           | Nigérie     | Eugene | 24. 7. 2022   |
| Olympijský rekord | 12,26 s   | Jasmine Camacho-Quinnová | Portugalsko | Tokio  | 1. 8. 2021    |
| Rekord MS         | 12,12 s   | Tobi Amusanová           | Nigérie     | Eugene | 24. 7. 2022   |
| Český rekord      | 12,73 s   | Lucie Škrobáková         | Česko       | Kladno | 5. 7. 2009    |

## Současné rekordy podle kontinentů
| Rekord                    | Kategorie | Výkon (s)          | Atlet                      | Stát         | Město       | Datum |
| ------------------------- | --------- | ------------------ | -------------------------- | ------------ | ----------- | ----- |
| Afrika                    |           |                    |                            |              |             |       |
| Ženy                      | 12,12     | Tobi Amusanová     | Nigérie                    | Eugene       | 24. 7. 2022 |       |
| Asie                      |           |                    |                            |              |             |       |
| Ženy                      | 12,44     | Olga Šišiginová    | Kazachstán                 | Lucern       | 27. 6. 1995 |       |
| Evropa                    |           |                    |                            |              |             |       |
| Ženy                      | 12,21     | Jordanka Donkovová | Bulharská lidová republika | Stara Zagora | 20. 8. 1988 |       |
| Severní a střední Amerika |           |                    |                            |              |             |       |
| Ženy                      | 12,20     | Kendra Harrisonová | USA                        | Londýn       | 22. 7. 2016 |       |
| Oceánie                   |           |                    |                            |              |             |       |
| Ženy                      | 12,28     | Sally Pearsonová   | Austrálie                  | Tegu         | 3. 9. 2011  |       |
| Jižní Amerika             |           |                    |                            |              |             |       |
| Ženy                      | 12,49     | Maribel Caicedová  | Ekvádor                    | Fayetteville | 23. 5. 2024 |       |
| Ženy na iaaf.org          |           |                    |                            |              |             |       |

## Top 10 atletů

### Ženy - dráha
| Pořadí           | Výkon (s)    | Atletka                              | Místo        | Datum       |
| ---------------- | ------------ | ------------------------------------ | ------------ | ----------- |
| 1.               | 12,12 (+0,9) | Tobi Amusanová (NGR)                 | Eugene       | 24. 7. 2022 |
| 2.               | 12,17 (+2,0) | Masai Russellová (USA)               | Miramar      | 2. 5. 2025  |
| 3.               | 12,19 (+2,0) | Tia Jonesová (USA)                   | Miramar      | 2. 5. 2025  |
| 4.               | 12,20 (+0.3) | Kendra Harrisonová (USA)             | Londýn       | 22. 7. 2016 |
| 5.               | 12,21 (+0.7) | Jordanka Donkovová (BUL)             | Stara Zagora | 20. 8. 1988 |
| 6.               | 12,24 (−0.4) | Ackera Nugentová (JAM)               | Řím          | 30. 8. 2024 |
| 7.               | 12,25 (+1.4) | Ginka Zagorčevová (BUL)              | Drama        | 8. 8. 1987  |
| 8.               | 12,26 (+1.7) | Ludmila Narozhilenková (RUS)         | Sevilla      | 6. 6. 1992  |
| 8.               | 12,26 (+1.2) | Brianna Rollinsová (USA)             | Des Moines   | 22. 6. 2013 |
| 8.               | 12,26 (-0,2) | Jasmine Camacho-Quinnová (Portoriko) | Tokio        | 1. 8. 2022  |
| Ženy na iaaf.org |              |                                      |              |             |

## Zajímavost
Při světovém rekordu 12,20 s. běžela Kendra Harrisonová průměrnou rychlostí necelých 8,20 m/s (29,51 km/h).